# Scalateaterns uppsättningar
Det här är en lista över Scalateaterns uppsättningar.

## Pallas-Teatern 1918-1933
| År   | Produktion                                                     | Upphovsmän                                                                   | Regi               | Noter |
| ---- | -------------------------------------------------------------- | ---------------------------------------------------------------------------- | ------------------ | --- |
| 1918 | När klockorna klämta                                           | Henning Ohlsson                                                              | Pierre Fredriksson | Premiär 1 november 1918 Pierre Fredriksson |
| 1918 | Toffelhjälten                                                  | Ernest Blum och Raoul Toché                                                  | Axel Bergman       | Premiär 15 november 1918 Axel Bergman, Elsie Bech |
| 1918 | Salomos dröm                                                   | Henning von Melsted                                                          | Pierre Fredriksson | Premiär 27 november 1918 Pierre Fredriksson, Kajsa Lagerman, Sigrid Lundén, herr Bodén, herr Falk |
| 1918 | 4711, eller Skomakaregrabbens kärleksdryck, revy               | Ji-de-On                                                                     |                    | Premiär 26 december 1918 Knut Frankman |
| 1919 | Ex fille, eller Ryck mig i benet, revy                         |                                                                              |                    | Premiär 6 februari 1919 |
| 1919 | Vårflugan på Vallingatan, revy                                 | Est-Ce-Quil                                                                  |                    | Premiär 10 april 1919 Dekor Carl Engström |
| 1919 | Vid fyren                                                      | Carl Engström                                                                | Carl Engström      | Premiär 7 maj 1919 Dekor Carl Engström |
| 1919 | Pärson och vidundret, eller På mä' trasan, revy                | Ji-de-On                                                                     |                    | Premiär 31 maj 1919 |
| 1920 | Här stanna vi, revy                                            |                                                                              | Carl Engström      | Premiär 1 januari 1920 |
| 1920 | Ärans blomsterklädda väg, revy                                 | Doktor Bartholo och Co                                                       | Carl Engström      | Premiär 11 februari 1920 |
| 1920 | Ola Månsson-9642, revy                                         |                                                                              | Carl Engström      | Premiär 31 juli 1920 |
| 1920 | På ärans höjder, revy                                          | Max Lander och Max Roland                                                    | Carl Engström      | Premiär 26 augusti 1920 Thor Modéen, Irma Leoni |
| 1920 | Carlssons underbara resa, revy                                 | Ji-de-On                                                                     |                    | Premiär 23 september 1920 Thor Modéen Dekor Elias Johansson |
| 1920 | När katten är borta, revy                                      | Doktor Bartholo & Co                                                         | Carl Engström      | Premiär 4 november 1920 Carl Engström, Elsa Enström, Thor Modéen, Hugo Lundin, Irma Leoni, Emy Doré, Willi Wells Dekor Manne Hallengren, Koreografi Helge Kihlberg |
| 1920 | Fridfulla Ferdinand, revy                                      | Svasse Bergqvist                                                             |                    | Premiär 2 december 1920 Carl Engström, Elsa Enström, Emy Doré, Willi Wells, Irma Leoni,Thor Modéen |
| 1921 | Prinsessan som inte kunde skratta, revy                        | Gideon Wahlberg                                                              |                    | Premiär 1 januari 1921 Thor Modéen Dekor Elias Johansson |
| 1921 | Förbjuden frukt                                                | Doktor Bartholo                                                              |                    | Premiär 27 januari 1921 Thor Modéen |
| 1921 | Alexander den lille - eller låna mej en svärmor, revy          | Svasse Bergqvist                                                             |                    | Premiär 24 februari 1921 Thor Modéen, Carl Engström, Elsa Enström, Hugo Lundin, Gurli Holm, Irma Leoni, Gustaf Werner, Emy Doré, Willi Wells, Astrid Brunkvist, Bertil Berglund Dekor Carl Grabow, Koreografi Helge Kihlberg                                                   |
| 1921 | Vårglädje i Haga, revy                                         | Max Lander och Max Roland                                                    |                    | Premiär 31 mars 1921 Thor Modéen |
| 1921 | Lite gladare om jag får be, revy                               |                                                                              |                    | Premiär 27 augusti 1921 Thor Modéen |
| 1921 | Johansson, vad gör du?, revy                                   | Gideon Wahlberg                                                              |                    | Premiär 29 september 1921 Thor Modéen |
| 1921 | Ack, Anastasia!, revy                                          | Svasse Bergqvist                                                             | Erik Öhgren        | Premiär 3 november 1921 Erik Öhgren, Greta Lindlöf, Gustaf Werner, Hilding Anell, Thor Modéen, Irma Leoni, Willi Wells, Wera Zoë m fl. |
| 1921 | Lille Alfred, revy                                             | Max Lander och Max Roland                                                    |                    | Premiär 1 december 1921 Thor Modéen |
| 1922 | Tivoli, revy                                                   | Ji-de-On                                                                     |                    | Premiär 1 januari 1922 Thor Modéen Dekor Erik Dahlin |
| 1922 | Ping-Pong, revy                                                | Max Lander och Max Roland                                                    |                    | Premiär 7 februari 1922 Thor Modéen |
| 1922 | Ärans blomsterströdda väg, revy                                | Doktor Bartholo och Co                                                       |                    | Premiär 1 mars 1922 Thor Modéen, Georg Wallgren, Gustaf Werner, Tyra Leijman-Uppström, Wera Waleska, Wera Zoë |
| 1922 | Profeten Jönzén                                                | John Coldén                                                                  |                    | Premiär 24 mars 1922 Thor Modéen, Tyra Leijman-Uppström, Annie Ekstrand |
| 1922 | Får jag säga pappa?, revy                                      | Max Lander och Max Roland                                                    |                    | Premiär 21 april 1922 Thor Modéen, Tyra Leijman-Uppström, Gustaf Werner, Annie Ekstrand, Sven Pettersson, Wera Zoë, Gerog Wallgren |
| 1922 | Prinsessan från Nilen Die Prinzessin vom Nil                   | Victor Hollaender                                                            | Anton Salmson      | Premiär 27 maj 1922 |
| 1922 | Vi ska' ta' det lite lättare, revy                             | Max Lander och Max Roland                                                    |                    | Premiär 19 augusti 1922 |
| 1922 | Jazzprinsen, revy                                              | Ji-de-On                                                                     |                    | Premiär 28 september 1922 |
| 1922 | Tripp, trapp, trull, revy                                      | John Coldén                                                                  | Willi Wells        | Premiär 26 oktober 1922 |
| 1922 | Alla flickors Carlson, revy                                    | Max Lander och Max Roland                                                    | Willi Wells        | Premiär 1 december 1922 Koreografi Helge Kihlberg, Dekor Elias Johansson |
| 1923 | Full fart, revy                                                | Max Lander och Max Roland                                                    |                    | Premiär 31 januari 1923 Dekor Elias Johansson |
| 1923 | Rubb och stubb, revy                                           | Måns Ram (pseudonym för Svasse Bergqvist)                                    | Willi Wells        | Premiär 2 mars 1923 Dekor Elias Johansson Willi Wells, John Melin, Wera Waleska m fl. |
| 1923 | Flickorna på Bälsta, revy                                      | Max Lander och Max Roland                                                    |                    | Premiär 12 april 1923 |
| 1923 | En titt i revyboken, eller Stockholm-Göteborg-Stadshuset, revy | Max Lander och Max Roland                                                    | Willi Wells        | Premiär 6 september 1923 |
| 1923 | Kusinen från Amörika eller De' va' småpotatis, revy            | J. de On                                                                     | Adolf Rangstedt    | Premiär 28 september 1923 Julia Cæsar, Irma Leoni, Annie Swensson, Gurli Holm, Rudolf Axelsson, Albin Erlandsson, Edvin Ray, Louis de Frey Gästspel från Södermalmsteatern |
| 1923 | Hej, Karolina, revy                                            | Edvin Ray                                                                    | Willi Wells        | Premiär 27 oktober 1923 Julia Cæsar |
| 1923 | Knutte Knopp, eller Varsågoda: Allt för alla', revy            | Max Lander och Max Roland                                                    | Willi Wells        | Premiär 12 december 1924 John Melin, Willi Wells, Signe Nyquist, Hildi Lindgren, Gustaf Werner, Karin Ljunggren, Bertil Berglund, Wera Waleska, Ernst Berglund Dekor Elias Johansson, Koreografi Helge Kihlberg, Kapellmästare Olle Ståhlbrand Gästspel från Södermalmsteatern |
| 1924 | Tjusiga Johansson, revy                                        | Max Lander och Max Roland                                                    | Willi Wells        | Premiär 14 januari 1924 |
| 1924 | Bättre dag för dag, revy                                       | Albin Erlandzon                                                              | Willi Wells        | Premiär 17 februari 1924 Willi Wells, Julia Cæsar, Edvin Ray, Gurli Holm, Rudolf Axelsson, Annie Swensson, Albin Erlandsson, Inez Lindberg, Fritz Asplund Kapellmästare Adolf Rangstedt                                                                                        |
| 1924 | För fulla segel, revy                                          | Max Lander och Max Roland                                                    |                    | Premiär 5 april 1924 John Melin, Hildi Lindgren, Gustaf Werner, Karin Ljunggren, Bertil Berglund, Elna Broström, Georg Wallgren, Wera Waleska, Sven Pettersson Kostym Willi Wells, Koreografi Helge Kihlberg, Kapellmästare Olle Ståhlbrand                                    |
| 1924 | Anna-Lenas friare                                              | Gideon Wahlberg                                                              |                    | Premiär 27 april 1924 |
| 1924 | Kalle me' tråge', revy                                         | Ji-de-On                                                                     |                    | Premiär 1 augusti 1924 |
| 1924 | Kom till smörgåsbordet, revy                                   | John Botvid                                                                  | Willi Wells        | Premiär 18 oktober 1924 Julia Cæsar |
| 1925 | Lille Goliat, revy                                             | Bejve                                                                        |                    | Premiär 1 januari 1925 |
| 1925 | Fem fina friare, revy                                          | Max Lander                                                                   | Max Lander         | Premiär 18 februari 1925 Edvin Ray, Elna Asplund, Hildi Lindgren, John Melin, Fritz Asplund, Gustaf Werner, Albin Erlandzon Dekor Erik Dahlin, Kostym Willi Wells, Koreografi Helge Kihlberg, Kapellmästare Olle Ståhlbrand                                                    |
| 1925 | Kannibal-Flirt, revy                                           | Albin Erlandzon                                                              | Willi Wells        | Premiär 18 mars 1925 Julia Cæsar, Willi Wells, Bertil Berglund, Sven Pettersson, Josef Thudin, Gurli Holm, Louis de Frey, Gertrud Reiners Dekor Erik Dahlin, Koreografi Willi Wells, Kapellmästare Curt Ekeroth Gästspel från Södermalmsteatern                                |
| 1925 | Ogifta frun Fräulein Frau                                      | Max Niederberger, Heinrich Waldberg och Bruno Hardt Översättning Sven Nyblom | Willi Wells        | Premiär 3 april 1925 Willi Wells, Gurli Holm, Bertil Berglund, Karin Ljunggren, Gustaf Werner, Elsa Asplund, Sven Pettersson, Albin Erlandzon, Hildur Stjärnholm, Fritz Asplund, Lily Höglund Kostym Willi Wells och Erik Dalin, Kapellmästare Olle Ståhlbrand                 |
| 1925 | Malmviks Malliga Malena, revy                                  | Max Lander och Max Roland                                                    | Max Lander         | Premiär 17 april 1925 Julia Cæsar, John Melin, Elsa Ström, Edvin Ray, Wera Waleska, Josef Thudin, Gertrud Reiners, Louis de Frey, Helga Eriksson, Gertrud Ohlin Dekor Erik Dalin, Koreografi Helge Kihlberg, Kapellmästare Curt Ekeroth Gästspel från Södermalmsteatern        |
| 1925 | Rutigt och randigt, revy                                       | Max Lander och Max Roland                                                    | Willi Wells        | Premiär 29 augusti 1925 Willi Wells, Julia Cæsar, John Melin, Elsa Ström, Lasse Krantz, Audhild Glende, Josef Thudin, Gurli Ohlin Dekor Erik Dalin, Kostym Willi Wells, Kapellmästare Arnold Olsén                                                                             |
| 1926 | Trumf i hjärter, revy                                          | Max Lander och Max Roland                                                    | Willi Wells        | Premiär 5 januari 1926 Willi Wells, John Melin, Elna Asplund, Lasse Krantz, Gurli Holm, Josef Thudin, Gertrud Reiners, Andhild Glende Dekor Erik Dalin, Kostym Willi Wells, Kapellmästare Arnold Olsén                                                                         |
| 1926 | Åh, en så'n tös!, revy                                         | Gran                                                                         | Willi Wells        | Premiär 10 april 1926 Willi Wells, Julia Cæsar, John Melin, Bertil Berglund |
| 1926 | Skomakare Jönssons mågastump, revy                             | Max Lander och Eric Sundelius                                                | Gustaf Werner      | Premiär 30 april 1926 Julia Cæsar, Elsa Asplund, Edvin Ray, Hildi Lindgren, Ernst Berglund, Reiners, Brofeldt |
| 1926 | Rays rara rackarungar, eller Grand Hôtel Lundquist, revy       | Max Lander                                                                   | Gustaf Werner      | Premiär 28 augusti 1926 Hildi Lindgren-Lindström, Elsa Asplund, Gretha Hagman, Edvin Ray, Gustaf Werner Dekor Elias Johansson, Koreografi Helge Kihlberg, Kapellmästare Ragnar Appelquist                                                                                      |
| 1926 | Det stora skräddarkriget, revy                                 | Max Lander och Erik Sundelius                                                | Gustaf Werner      | Premiär 19 oktober 1926 |
| 1926 | Bland bålde riddare, revy                                      | Max Lander och Erik Sundelius                                                | Gustaf Werner      | Premiär 8 december 1926 35 föreställningar |
| 1927 | Jungman Jansson, revy                                          | Max Lander                                                                   |                    | Premiär 27 januari 1927 30 föreställningar |
| 1927 | H.K.H. Prinsen kommer, revy                                    |                                                                              |                    | Premiär 24 februari 1927 45 föreställningar |
| 1927 | Lord Agaton Gustafsson, revy                                   | Max Lander och Erik Sundelius                                                |                    | Premiär 2 april 1927 Dekor Erik Sundelius 35 föreställningar |
| 1927 | Revykavaljererna på Solvalla, revy                             | Max Lander och Erik Sundelius                                                |                    | Premiär 27 augusti 1927 Dekor Erik Sundelius 54 föreställningar |
| 1927 | Skomakare Jönssons mågastump, revy                             | Max Lander och Erik Sundelius                                                |                    | Premiär 20 oktober 1927 48 föreställningar |
| 1927 | O, Alexander, revy                                             | Max Lander och Erik Sundelius                                                |                    | Premiär 7 december 1927 45 föreställningar |
| 1928 | Förlovningssmällen i 73:ans gård, revy                         | Max Lander och Erik Sundelius                                                |                    | Premiär 25 januari 1928 55 föreställningar |
| 1928 | Mysteriet på Hotell Goliat                                     | Max Lander och Erik Sundelius                                                |                    | Premiär 22 mars 1928 35 föreställningar |
| 1928 | Svärmor på Gökholmen, revy                                     | Max Lander och Erik Sundelius                                                |                    | Premiär 26 april 1928 35 föreställningar |
| 1928 | Det lyser för Andersson, revy                                  | Erik Sundelius                                                               |                    | Premiär 25 augusti 1928 42 föreställningar |
| 1928 | Hans majestät och Adamsson, revy                               | Max Lander och Erik Sundelius                                                |                    | Premiär 10 oktober 1928 42 föreställningar |
| 1928 | Lord Agaton Gustafsson, revy                                   | Max Lander och Erik Sundelius                                                |                    | Premiär 22 november 1928 Dekor Erik Sundelius 42 föreställningar |
| 1928 | Det stora äventyret, revy                                      | Erik Sundelius                                                               |                    | Premiär 28 december 1928 75 föreställningar |
| 1929 | Lundbomska skrällen, revy                                      | Erik Sundelius                                                               |                    | Premiär 2 februari 1929 30 föreställningar |
| 1929 | Båtsman Ljung går iland, revy                                  | Erik Sundelius                                                               |                    | Premiär 12 mars 1929 35 föreställningar |
| 1929 | Andersson-Sverige, revy                                        | Erik Sundelius                                                               |                    | Premiär 25 april 1929 10 föreställningar |
| 1929 | Huvet opp, revy                                                | Erik Sundelius                                                               |                    | Premiär 24 augusti 1929 45 föreställningar |
| 1929 | AB Far i luften, revy                                          | Erik Sundelius                                                               |                    | Premiär 16 oktober 1929 56 föreställningar |
| 1929 | Lady Ingeborgs triumf, revy                                    | Erik Sundelius                                                               |                    | Premiär 11 december 1929 35 föreställningar |
| 1930 | Valle Andersson från Frykdalen, revy                           |                                                                              |                    | Premiär 18 januari 1930 47 föreställningar |
| 1930 | Riksdagsman Johnson avskaffar, revy                            | Erik Sundelius                                                               |                    | Premiär 6 mars 1930 23 föreställningar |
| 1930 | Funktionalistiska Johansson, revy                              | Max Lander och Erik Sundelius                                                |                    | Premiär 24 augusti 1930 Dekor Erik Sundelius 37 föreställningar |
| 1930 | Solskensgubbar, revy                                           | Max Lander och Erik Sundelius                                                |                    | Premiär 5 november 1930 40 föreställningar |
| 1930 | Styrman Knaust från Skinnarviken, revy                         | Max Lander och Erik Sundelius                                                |                    | Premiär 18 december 1930 36 föreställningar |
| 1931 | Förlovningssmällen i 73:ans gård, revy                         | Max Lander och Erik Sundelius                                                |                    | Premiär 28 januari 1931 45 föreställningar |
| 1931 | Bland grevar och vagabönder, revy                              | Max Lander och Erik Sundelius                                                |                    | Premiär 18 mars 1931 Dekor Erik Sundelius 22 föreställningar |
| 1931 | Stockholmskavaljerer, revy                                     | Gunnar Allander och Erik Sundelius                                           |                    | Premiär 22 augusti 1931 Dekor Erik Sundelius 25 föreställningar |
| 1931 | Sjöslaget hos bröderna Åkerlund, revy                          | Max Lander och Erik Sundelius                                                |                    | Premiär 23 oktober 1931 Dekor Erik Sundelius 30 föreställningar |
| 1931 | Uppåt ska vi, revy                                             |                                                                              |                    | Premiär 10 december 1931 Dekor Erik Sundelius |
| 1932 | I förbifarten, revy                                            | Erik Sundelius                                                               |                    | Premiär 24 februari 1932 Dekor Erik Sundelius 35 föreställningar |
| 1932 | AB Allmänna medel, revy                                        | Erik Sundelius                                                               |                    | Premiär 8 april 1932 |
| 1932 | Skojar-Hampus på Stornäs                                       | Siegfried Fischer                                                            |                    | Premiär 13 september 1932 21 föreställningar |
| 1932 | Oberörda Max                                                   | Ernst Bach och Franz Arnold                                                  |                    | Premiär 5 oktober 1932 35 föreställningar |
| 1932 | Napoleon på äventyr                                            | Wismar Rosenthal                                                             |                    | Premiär 11 november 1932 10 föreställningar |
| 1932 | Jojo, så kan de' gå, revy                                      | Erik Sundelius                                                               |                    | Premiär 3 december 1932 12 föreställningar |
| 1933 | Krig och kärlek, revy                                          | Erik Sundelius                                                               |                    | Premiär 15 januari 1933 30 föreställningar |
| 1933 | Nattklubben, revy                                              | Erik Sundelius                                                               | Gustaf Werner      | Premiär 15 februari 1933 10 föreställningar |
| 1933 | Härliga tider, revy                                            | Fritz-Gustaf                                                                 |                    | Premiär 15 mars 1933 10 föreställningar |

## Vaudevilleteatern 1933-1934
| År   | Produktion                           | Upphovsmän                               | Regi       | Noter                                                                    |
| ---- | ------------------------------------ | ---------------------------------------- | ---------- | ------------------------------------------------------------------------ |
| 1933 | En sång, en dryck och ett flickebarn | Alf Rød                                  |            | Premiär 28 september 1933 Scenografi Stunz-Pettersson 20 föreställningar |
| 1933 | Dolly                                | Franz Arnold, Ernst Bach och Hugo Hirsch |            | Premiär 19 oktober 1933 60 föreställningar                               |
| 1933 | Sten Stensson Stéen från Eslöf       | John Wigforss                            |            | Premiär 26 december 1933 35 föreställningar                              |
| 1934 | Kvarteret Muntergöken, revy          | John Botvid                              | Elis Ellis | Premiär 26 januari 1934 Scenografi Elias Johansson 60 föreställningar    |
| 1934 | Jungman Jansson                      | Max Lander                               |            | Premiär 27 mars 1934 20 föreställningar                                  |

## Carlton 1940-1941
| År   | Produktion                           | Upphovsmän                          | Regi              | Noter                                        |
| ---- | ------------------------------------ | ----------------------------------- | ----------------- | -------------------------------------------- |
| 1940 | Ni är filmad, revy                   | Fritz-Gustaf och Bert-Rune          | Gustaf Adolfi     | Premiär 27 september 1940 55 föreställningar |
| 1940 | Carltonrevyn, revy                   |                                     |                   | Premiär 8 november 1940                      |
| 1940 | Striden om Johanna Krach um Jolanthe | August Hinrichs                     | Siegfried Fischer | Premiär 16 november 1940 9 föreställningar   |
| 1940 | I hjärtat av stan, revy              | Stig Bergendorff och Gösta Bernhard | Gustaf Adolfi     | Premiär 27 december 1940 135 föreställningar |
| 1941 | Ungdomen rasar, revy                 | Stig Bergendorff och Gösta Bernhard |                   | Premiär 6 april 1941 20 föreställningar      |

## Scalateatern

### Sandrews 1941-1974
| År   | Produktion                                                                                     | Upphovsmän                                                                | Regi                      | Noter |
| ---- | ---------------------------------------------------------------------------------------------- | ------------------------------------------------------------------------- | ------------------------- | --- |
| 1941 | Musikaliska klubben, revy                                                                      | Nils Perne och Sven Paddock                                               | Gösta Jonsson             | Premiär 13 oktober 1941 Scenografi Georg Magnusson 140 föreställningar |
| 1942 | Skyddsängeln                                                                                   | Zacharias Topelius                                                        |                           | Premiär 27 februari 1942 |
| 1942 | Dit går vi, revy                                                                               | Tor Bergström och Dix Dennis                                              | Nils Poppe                | Premiär 27 februari 1942 55 föreställningar |
| 1942 | Fram för svenska toner, revy                                                                   | Nils Perne, Sven Paddock och Åke Balltorp                                 | Gösta Jonsson             | Premiär 14 oktober 1942 Scenografi Georg Magnusson 133 föreställningar |
| 1943 | Glada galleriet, revy                                                                          | Nils Perne, Sven Paddock och Åke Balltorp                                 | Gösta Jonsson             | Premiär 2 mars 1943 Scenografi Georg Magnusson 54 föreställningar |
| 1943 | Varje dag är inte torsdag                                                                      | Robert Peiper                                                             | Peter Winner              | Premiär 2 augusti 1943 |
| 1943 | Den glada butiken, revy                                                                        | Nils Perne, Sven Paddock och Åke Balltorp                                 | Karl Kinch                | Premiär 13 oktober 1943 Scenografi Georg Magnusson 210 föreställningar |
| 1944 | Hotellrummet Chambre d'hôtel                                                                   | Pierre Rocher                                                             | Ingmar Bergman            | Premiär 16 maj 1944 Scenografi Gunnar Lindblad 24 föreställningar |
| 1944 | Den käre hädangångne The dear departed                                                         | Stanley Houghton                                                          | Sten Larsson              | Premiär 9 juni 1944 Gästspel från Studiescenen |
| 1944 | Aphanden The Monkey's Paw                                                                      | Louis N. Parker                                                           | Sten Larsson              | Premiär 9 juni 1944 Gästspel från Studiescenen |
| 1944 | Reducera moralen                                                                               | Sune Bergström                                                            | Sam Besekow               | Premiär 20 juni 1944 Scenografi Gunnar Lindblad 26 föreställningar Gästspel från Dramatikerstudion |
| 1944 | Ungdom i fjällen Altitude 3.200                                                                | Julien Luchaire                                                           | Calle Flygare             | Premiär 6 september 1944 5 föreställningar |
| 1944 | Den glada bakfickan, revy                                                                      | Nils Perne och Sven Paddock                                               | Karl Kinch                | Premiär 4 oktober 1944 Scenografi Georg Magnusson 198 föreställningar |
| 1945 | Vårat gäng i Gamla stan, revy                                                                  | Nils Perne och Sven Paddock                                               |                           | Premiär 21 september 1945 24 föreställningar |
| 1945 | Den glada galejan, revy                                                                        | Nils Perne och Sven Paddock                                               | Lasse Krantz              | Premiär 18 oktober 1945 Scenografi Georg Magnusson 202 föreställningar |
| 1946 | Skandalungen Scampolo                                                                          | Dario Niccodemi                                                           | John Zacharias            | Premiär 17 maj 1946 Scenografi Eric Söderberg 2 föreställningar |
| 1946 | Pelle Svanslös                                                                                 | Gösta Knutsson                                                            |                           | Premiär 22 juni 1946 3 föreställningar |
| 1946 | Vi på Wallingatan, revy                                                                        | Nils Perne och Sven Paddock                                               | Lasse Krantz              | Premiär 27 september 1946 Scenografi Hans Ripa 228 föreställningar |
| 1947 | Vi är ganska franska, revy                                                                     | Nils Perne, Lars Gunnar Perne och Sven Paddock                            | Lasse Krantz              | Premiär 27 september 1947 Scenografi Hans Ripa, Storm P. och Åke Skiöld 228 föreställningar |
| 1948 | A la carte, revy                                                                               | Nils Perne, Lars Gunnar Perne och Sven Paddock                            | Lasse Krantz              | Premiär 24 september 1948 Scenografi Lars Måårder 207 föreställningar |
| 1949 | En gunghäst åt Fritte, revy                                                                    | Carl Henricsson                                                           |                           | Premiär 23 maj 1949 Gästspel från Matteuspojkarna |
| 1949 | Vi skrattar igen, revy                                                                         | Nils Perne, Lars Gunnar Perne och Sven Paddock                            | Leif Amble-Næss           | Premiär 30 september 1949 Scenografi Georg Magnusson, Kostym Mago |
| 1950 | Komik på liten gata, revy                                                                      | Nils Perne, Lars Gunnar Perne och Sven Paddock                            | Sven Paddock              | Premiär 29 september 1950 Lasse Krantz, Kai Gullmar, Gus Dahlström, Holger Höglund, Git Gay, Carl-Axel Elfving, Maj-Britt Thörn, Martin Ljung, Alice Wallis, Harriet Andersson Scenografi Pelle Åberg, Kostym Mago 201 föreställningar |
| 1951 | Vi valsar igen, revy                                                                           | Nils Perne, Lars Gunnar Perne och Sven Paddock                            | Sven Paddock              | Premiär 29 september 1951 Lasse Krantz, Kai Gullmar, Carl-Axel Elfving, Mary Rapp, Bertil Perrolf, Harriet Andersson, Curt Löwgren, Siv Ericks, Knatten Andersson, Inger Svinth Koreografi John Ivar Deckner, Scenografi Pelle Åberg, Kostym Mago |
| 1952 | Här håller vi hus, revy                                                                        | Nils Perne                                                                | Sven Paddock              | Premiär 19 september 1952 Arne Källerud, Carl-Gustaf Lindstedt, Carl-Axel Elfving, Mary Rapp, Harriet Andersson, Curt Löwgren, Siv Ericks, Staffan Broms, Leppe Sundewall, Anders Dahl, Sten Sköld Kapellmästare Gösta Hemming, Scenografi Mille Peterson, Kostym Mago 194 föreställningar |
| 1953 | Robinson Crazy, revy                                                                           | Lars Gunnar Perne, Carl-Gustaf Lindstedt och Sven Paddock                 | Sven Paddock              | Premiär 26 september 1953 Scenografi Per Åberg 186 föreställningar |
| 1954 | Scalarevyn 1954, revy                                                                          | Lars Gunnar Perne och Sven Paddock                                        | John Ivar Deckner         | Premiär 25 september 1954 Scenografi Per Åberg 238 föreställningar |
| 1955 | Scala i gala, revy                                                                             | Nils Perne, Lars Gunnar Perne och Sven Paddock                            | Egon Larsson              | Premiär 30 september 1955 Scenografi Mago |
| 1956 | Var glad i din egen stad, revy                                                                 | Nils Perne och Sven Paddock                                               | Sven Paddock              | Premiär 4 oktober 1956 Scenografi Mago 86 föreställningar |
| 1957 | Säg det med ett leende, revy                                                                   | Nils Perne och Sven Paddock                                               | Sven Paddock              | Premiär 27 september 1957 Scenografi Mago 100 föreställningar |
| 1958 | Det går mot vår, revy                                                                          | Nils Perne och Sven Paddock                                               | Sven Paddock              | Premiär 11 januari 1958 Scenografi Mago, Per Åberg och Mille Peterson 93 föreställningar |
| 1958 | Skratta gärna åt oss, revy                                                                     | Nils Perne, Gösta Stevens och Sven Paddock                                | Egon Larsson              | Premiär 15 oktober 1958 Scenografi Per Åberg 91 föreställningar |
| 1959 | Vi badade en sommar, revy                                                                      | Lars Gunnar Perne och Sven Paddock                                        | Egon Larsson Sven Paddock | Premiär 7 februari 1959 Scenografi Mago 25 föreställningar |
| 1959 | Irma la Douce                                                                                  | Alexandre Breffort och Marguerite Monnot Översättning Gösta Rybrant       | Åke Falck                 | Premiär 29 oktober 1959 Lena Granhagen, Sven Lindberg, Olof Thunberg, Toivo Pawlo, Nils Hallberg, Sten Lonnert, Karl Sjunnesson, Christian Bratt, François Scott Koreografi Willy Sandberg 97 föreställningar |
| 1960 | Min syster och jag Meine Schwester und ich                                                     | Ralph Benatzky och Robert Blum                                            | Egon Larsson              | Premiär 27 februari 1960 Scenografi Per Åberg 139 föreställningar |
| 1960 | Kung för en natt Die Hofloge                                                                   | Hans Lang och Karl Farkas                                                 | Eva Sköld                 | Premiär 12 november 1960 Scenografi Gunnar Lindblad 159 föreställningar |
| 1961 | Alltsedan Adam och Eva Lige siden Adam og Eva                                                  | Poul Sørensen och Erik Fiehn                                              | Egon Larsson              | Premiär 7 september 1961 Max Hansen, Annalisa Ericson, Jan Malmsjö, Lena Granhagen Kostym Mago 145 föreställningar |
| 1962 | Gröna hissen                                                                                   | Avery Hopwood                                                             | Leif Amble-Næss           | Premiär 21 mars 1962 Scenografi Alvar Granström 156 föreställningar |
| 1963 | Stoppa världen - jag vill stiga av Stop the World – I Want to Get Off                          | Leslie Bricusse och Anthony Newley                                        | Ivo Cramér                | Premiär 10 januari 1963 Scenografi Mille Peterson 199 föreställningar |
| 1963 | Boy Friend The Boy Friend                                                                      | Sandy Wilson Översättning Gardar Sahlberg                                 | Ivo Cramér                | Premiär 4 december 1963 Lars Lönndahl, Lars Lind, Anna Sundqvist, Lissi Alandh, Britta Pettersson, Gunnar Nielsen, Marianne Nielsen, Walter Norman, Wivi-Ann Westberg, Eva Eliasson, Pia Hammarbäck, Sonja Karlsson, Bill Carlsson, Tom James Brown, Dick Olsson, Désirée Edlund, Arne Rydmark Koreografi John Ivar Deckner, Scenografi Olle Olsson Hagalund, Kostym Mago, Kapellmästare Carl-Axel Dominique |
| 1964 | Kejsarens nya kläder                                                                           | Per Simon Edström                                                         | Per Simon Edström         | Premiär 15 maj 1964 Scenografi Börje Sandelin Gästspel från Skolbarnsteatern |
| 1964 | Söndag i New York Sunday in New York                                                           | Norman Krasna                                                             | Johan Bergenstråhle       | Premiär 9 september 1964 Scenografi Jan Gustafsson 180 föreställningar |
| 1965 | Johnny Demon                                                                                   | Claes von Rettig                                                          | Claes von Rettig          | Premiär 21 maj 1965 Scenografi Claes von Rettig Gästspel från Skolbarnsteatern |
| 1965 | Utsålt, revy                                                                                   | Allan Edwall och Björn Gustafson                                          | Stig Ossian Ericson       | Premiär 7 oktober 1965 Scenografi Bengt Serenander 126 föreställningar |
| 1966 | Tre trappor utan hiss med en delvis skymd utsikt över Golden Gatebron The Owl and the Pussycat | Bill Manhoff Översättning Torsten Ehrenmark                               | Mimi Pollak               | Premiär 28 september 1966 Birgitta Andersson, Allan Edwall Scenografi Bengt Serenander, Kostym: Gertie Lindgren 84 föreställningar |
| 1967 | Sången om skråpuken Der Gesang vom lusitanischen Popanz                                        | Peter Weiss                                                               | Etienne Glaser            | Premiär 26 januari 1967 Scenografi Gunilla Palmstierna-Weiss 55 föreställningar |
| 1967 | Faran Les bâtisseurs d'empire                                                                  | Boris Vian                                                                | Bengt Lagerkvist          | Premiär 7 april 1967 Scenografi Bengt Serenander 30 föreställningar |
| 1967 | T. ex.                                                                                         | Allan Edwall                                                              | Etienne Glaser            | Premiär 6 oktober 1967 Scenografi Bengt Serenander 55 föreställningar |
| 1968 | Stålar Loot                                                                                    | Joe Orton                                                                 | Yngve Gamlin              | Premiär 5 januari 1968 Scenografi Yngve Gamlin 87 föreställningar |
| 1968 | A.P. Rosell, bankdirektören                                                                    | Pi Lind                                                                   | Pi Lind                   | Premiär 8 mars 1968 Scenografi Pi Lind 20 föreställningar |
| 1968 | Hår Hair                                                                                       | James Rado, Gerome Ragni och Galt MacDermot Översättning: Pierre Fränckel | Pierre Fränckel           | Premiär 20 september 1968 Andrea Andersson, Elisabeth Assarson, Charlie Elvegård, Susi Heine, Cia Löwgren, Ulf Brunnberg, Bill Öhrström, Pyret Moberg, Anna-Bella Munter, Anne Nord, Bruno Wintzell Koreografi Julie Arenal Scenografi Sören Brunes 134 föreställningar |
| 1969 | Medan det regnar Before you go                                                                 | Lawrence Holofcener                                                       | Yngve Gamlin              | Premiär 19 mars 1969 Scenografi Yngve Gamlin 31 föreställningar |
| 1969 | Pojken i sängen                                                                                | Vilgot Sjöman                                                             | Vilgot Sjöman             | Premiär 19 september 1969 Jan Malmsjö, Marie Göranzon, Emy Storm, Helena Reuterblad, Åke Hammarström, Ove Tjernberg Scenografi Leif Zetterling 61 föreställningar |
| 1969 | Knivkastning Die Zimmerschlacht                                                                | Martin Walser                                                             | Stig Ossian Ericson       | Premiär 9 december 1969 Scenografi Ralf Forsström Gästspel från Lilla Teatern, Helsingfors 12 föreställningar |
| 1969 | Kropp, revy                                                                                    | Bengt Ahlfors, Claes Andersson och Johan Bargum                           | Bengt Ahlfors             | Premiär 9 december 1969 Scenografi Ralf Forsström Gästspel från Lilla Teatern, Helsingfors 12 föreställningar |
| 1970 | Arsenik och gamla spetsar Arsenic and old lace                                                 | Joseph Kesselring Översättning Lars-Levi Læstadius                        | Hasse Ekman               | Premiär 13 februari 1970 Gunn Wållgren, Birgitta Andersson, Lars Amble, Marie Göranzon, Börje Nyberg, Fredrik Ohlsson, Jan Nygren, Sten Ardenstam/Nils Eklund, Sture Hovstadius, Åke Hammarström, Stig Johanson, Gustaf Hiort af Ornäs, Åke Wästersjö, Rudmar Nilsson Scenografi: Yngve Gamlin, Kostym: Per Lekang                                                                                           |
| 1970 | Pigge Lunk                                                                                     | Gösta Knutsson                                                            | Agneta Ginsburg           | Premiär 20 november 1970 Agneta Ginsburg, Mats Jakobsson, Nicke Lundblad, Birgitta Segerstedt, Annty Landherr Scenografi Chris Collins Flyttad till Maximteatern 29 föreställningar |
| 1971 | Fri som fjärilen Butterflies are free                                                          | Leonard Gershe                                                            | Jan Malmsjö               | Premiär 17 januari 1971 Pirkko Mannola, Lars Amble, Irma Christenson, Jan Nygren Scenografi Yngve Gamlin 57 föreställningar |
| 1971 | I väntan på Godot En attendant Godot                                                           | Samuel Beckett                                                            | Göran Sarring             | Premiär 13 mars 1971 Jan Jönson, Per Wiklund Gästspel av Statens scenskola 2 föreställningar |
| 1971 | Vad är det för fel på 1933 års modell?, revy                                                   | Carl Zetterström                                                          | Lars Amble                | Premiär 3 september 1971 Birgitta Andersson, Grynet Molvig, Sif Ruud, Stig Grybe, Olof Lundström Koreografi: Herman Howell, Kostym Gertie Lindgren |
| 1974 | Paviljongen, revy                                                                              | Carl Zetterström                                                          | Hans Bergström            | Premiär 19 januari 1974 Birgitta Andersson, Kerstin Widgren, Lars Amble, Nils Eklund, Olof Lundström, Svante Thuresson Koreografi John Ivar Deckner, Scenografi Ingvar Danielsson |

### Fria Proteatern1974-1990
| År   | Produktion                                                                             | Upphovspersoner                                                                 | Regi                      | Noter |
| ---- | -------------------------------------------------------------------------------------- | ------------------------------------------------------------------------------- | ------------------------- | --- |
| 1974 | Sånger från Ljugarbänken                                                               |                                                                                 |                           | |
| 1974 | Tummen                                                                                 |                                                                                 |                           | |
| 1975 | Elin                                                                                   |                                                                                 |                           | |
| 1976 | Operation Morgonrodnad                                                                 |                                                                                 |                           | |
| 1977 | Knytkalas                                                                              |                                                                                 |                           | |
| 1977 | Hårda Bandage                                                                          |                                                                                 |                           | |
| 1978 | Herr Puntila och hans dräng Matti                                                      |                                                                                 |                           | |
| 1979 | Vägen hem                                                                              |                                                                                 |                           | |
| 1979 | Audiens/Vernissage                                                                     |                                                                                 |                           | |
| 1980 | Draken Drakon                                                                          | Jevgenij Sjvarts                                                                | Stefan Böhm               | Premiär 26 september 1980 Tomas Bolme, Stig Engström, Johan Karlberg, Puck Ahlsell, Guje Palm, Anki Larsson, Anders Forsslund, Christer Jonasson Scenografi och kostym Sören Brunes Översättning:Staffan Skott                                                                               |
| 1980 | Århundradets kärlekssaga                                                               | Märta Tikkanen                                                                  |                           | |
| 1981 | Bänken                                                                                 | Roland Jansson                                                                  | Olof Willgren             | Premiär 7 maj 1981 Tomas Bolme, Johan Karlberg, Puck Ahlsell |
| 1981 | Balladen om Eulenspiegel Ballade vom Eulenspiegel, vom Federle und der dicken Pompanne | Günther Weisenborn Översättning Teresia Neter-Castano                           | Jindra Puhony             | Premiär 25 september 1981 Johan Karlberg, Puck Ahlsell, Guje Palm, Anki Larsson, Tom Deutgen, Ann Sofi Nilsson, Elisabeth Nordkvist, Clemens Paal Scenografi Vladimir Puhony |
| 1982 | Den blomstertid nu kommer                                                              | Gunnar Ohrlander                                                                | Stefan Böhm               | Premiär 12 februari 1982 Bengt C.W. Carlsson, Puck Ahlsell, Mia Benson, Tomas Bolme, Johan Karlberg, Anki Larsson, Elisabeth Nordkvist, Johnny Wingstedt Scenografi Torsten Jurell |
| 1983 | Sköna Helena La belle Hélène                                                           | Jacques Offenbach, Henri Meilhac och Ludovic Halévy Bearbetning Carsten Palmaer | Olof Willgren             | Premiär 11 februari 1983 Mia Benson, Johan Karlberg, Tomas Bolme, Bengt C.W. Carlsson, Puck Ahlsell, Anki Larsson, Elisabeth Nordkvist, Stefan Böhm, Pierre Dahlander, Yvonne Elgstrand, Ole Forsberg, Sture Hovstadius, Anita Sellman Koreografi Saeed Hooshidar, Scenografi Charles Koroly |
| 1983 | Varken fågel eller fisk                                                                |                                                                                 |                           | |
| 1984 | Med tvättad hals                                                                       |                                                                                 |                           | |
| 1984 | Fordringsägare                                                                         |                                                                                 |                           | |
| 1985 | Fantomen                                                                               | Urban Wrethagen och Peter Emanuel Falck                                         | Karin Falck               | Premiär 22 februari 1985 Urban Wrethagen, Veronica Björnstrand, Olle Persson, Catharina Alinder, Kjell Bergqvist, Johannes Brost, Peter Dalle, Per Sandborgh, Lars Fager Koreografi Herman Howell, Scenografi Elisabeth Åström                                                               |
| 1985 | A Star is Torn                                                                         | Robin Archer och Rodney Fisher Översättning Rune Blom                           | Olle Ljungberg Sonja Gube | Premiär 5 oktober 1985 Evabritt Strandberg Kostym Christer Lindarw Flyttad till Göta Lejon |
| 1985 | Lucille                                                                                |                                                                                 |                           | |
| 1986 | Turandot                                                                               |                                                                                 |                           | |
| 1986 | Sånger av Vysotskij                                                                    |                                                                                 |                           | |
| 1987 | Livet på en pinne                                                                      |                                                                                 |                           | |
| 1987 | Skärbrännare                                                                           |                                                                                 |                           | |
| 1988 | Vi lever, Vi lever                                                                     |                                                                                 |                           | |
| 1989 | Bingo Bango Bongo                                                                      |                                                                                 |                           | |
| 1989 | Oblomov                                                                                |                                                                                 |                           | |
| 1990 | Till salu                                                                              |                                                                                 |                           | |
| 1990 | Top Hat                                                                                |                                                                                 |                           | |

### Malmsten Hugossons regim 1994-2014
| År   | Produktion                                         | Upphovsmän | Regi                  | Noter |
| ---- | -------------------------------------------------- | --- | --------------------- | --- |
| 1994 | Frankie & Johnny                                   | Terence McNally | Susanne Bier          | Medverkande Ulla Skoog & Filip Zandén |
| 1995 | Det röda paradiset                                 | | Saara Salminen Wallin | Bl.a Margareta Hallin & Per Graffman Översättning Bengt Jangefeldt Svetlana Söderberg-Nyman |
| 1996 | Ett uppträdande                                    | Peter Carlsson |                       | Premiär 8 mars 1996 Peter Carlsson & Blå grodorna, Peter Carlsson, Lars Dylte, Sören Johansson, Staffan Wiklander |
| 1997 | Låg Ribba                                          | |                       | Premiär 22 januari 1997 Viba Femba Gunnar Axelsson-Fisk, Peter Boivie, Henrik Ekman, Staffan Lindberg, Erik Lindman |
| 1998 | Underhållning                                      | Peter Carlsson |                       | Premiär 14 januari 1998 Peter Carlsson & Blå Grodorna Peter Carlsson, Lars Dylte, Sören Johansson, Staffan Wiklander |
| 1998 | Drömrevyn                                          | Olov Svedelid | Håkan Ersgård         | Premiär 3 februari 1998 Medverkande Berit Carlberg, Ewa Roos, Gösta Krantz, Fillie Lyckow, Charlie Elfvegård, Sven Idar Dagföreställning.                                                                               |
| 1999 | Med hjärtat i handen                               | Loleh Bellon | Lena Söderblom        | Premiär april 1999 Bibi Andersson, Meta Velander, Bergliot Arnadottir, Peter Luckhaus, Andreas Rodenkirchen Scenografi kostym: Camilla Thulin Samproduktion med Riksteatern                                             |
| 1999 | Musikalen Marlene                                  | | Olle Ljungberg        | Premiär 17 september 1999 I rollen som Marlene: Eva-Britt Strandberg |
| 2000 | Peter Carlsson & Blå Grodorna med Dalasinfonietten | Peter Carlsson |                       | Premiär 7 februari 2000 Peter Carlsson, Lars Dylte, Sören Johansson, Staffan Wilklander Dirigent: Hans Ek |
| 2000 | Lage                                               | Jan Abrahamsson, Janne Björnankar, Anders Engström, Peter Eriksson, Bengt Frånberg, Katarina Johansson, Kjell Nyholm, Ingmar Polqvist, Tommy Sahlén, Karin Stensson, Ronny Träff, Stina Tyskling Textbearbetning Carsten Palmaer | Stefan Böhm           | Premiär 6 april 2000 Tomas Bolme, Anders Forsslund, Peter Gardiner, Kjell Gustavsson, Kettil Medlius, Livia Millhagen, Ole Ornered, Sannamaria Patjus. Samproduktion med Riksteatern                                    |
| 2000 | Svartbäckens Ros                                   | Owe Thörnqvist Textsammanställning: Carsten Palmaer | Stefan Böhm           | premiär 12 september 2000 Mikaela Ramel, Göran Engman, Kettil Medelius, Ole Ornered, Petronella Wester,Paula Agge,Robert Bengtsson. Samproduktion med Uppsala Stadsteater och Riksteatern                               |
| 2001 | Hela sjukan It Can Damage Your Health              | Eric Chappell Översättning Anders Albien | Thomas Ryberger       | Premiär 29 september 2001 Björn Gustafson, Ulf Brunnberg, Figge Norling, Thomas Hellberg, Sofia Bach, Göran Forsmark |
| 2001 | Märk hur vår skugga                                | Lennart Lidström | Lennart Lidström      | Premiär 23 oktober 2001 Sven Wollter och Tore Brännlund |
| 2002 | En alldeles särskild dag                           | Ettore Scola | Judith Hollander      | Premiär 26 februari 2002 Kim Anderzon, Tomas Bolme, Nils Moritz/Anders Alnemark, Kira Roisko samt unga amatörer. Scenograf Nils Moritz Samproduktion med Riksteatern                                                    |
| 2002 | Jump4joy                                           | |                       | Ulf Sandström, Bo Gustavsson, Kenneth Björnlund, Surjo Benigh En teater-konsertföreställning producerad för Scalateatern Hösten 2002                                                                                    |
| 2003 | Valda verk                                         | | Stefan Böhm           | Premiär 22 januari 2003 Fria Proteatern scenograf Sören Brunes |
| 2003 | Peter Carlsson & Blå Grodorna                      | Peter Carlsson |                       | Premiär 18 mars 2003 Peter Carlsson, Lars Dylte, Sören Johansson, Staffan Wiklander |
| 2003 | "densomleverfar.se                                 | Ronny Eriksson |                       | Premiär 13 september 2003 Ronny Eriksson, Benneth Fagerlund |
| 2003 | Ainbusk - 20 års jubileum                          | |                       | Premiär 8 november 2003 Marie Nilsson, Josefin Nilsson, Annelie Roswall, Birgitta Jakobsson |
| 2003 | I believe - the Gospel of Elvis Presley            | |                       | Premiär 2 december 2003 Göran Engman med Kettil Medlius orkester och Sofia Gospelskör |
| 2004 | Ringside                                           | Idée Jerry och dirren | Göran Appelqvist      | Premiär 15 september 2004 Jerry Williams samt Rebel Dela Qusta: Svante Persson, Kaj Söderström, Wojtek Goral, Viktor Sand, Anders Kotz, Janne Oldaeus,Åke Sundqvist. Scenografi: Tino Rivera Samprod. Ringside Event AB |
| 2004 | Ulla Skoog m.mus                                   | Ulla Skoog |                       | Premiär 8 november 2004 Ulla Skoog, Trond Lindheim |
| 2005 | Kärleks(s)ånger                                    | Ronny Eriksson |                       | Premiär 15 september 2005 Ronny Eriksson, Anna-Lotta Larsson, Benneth Fagerlund, Martin Tallström |
| 2005 | Rockens Kvinnor                                    | Göran Appelqvist | Marika Lagercrantz    | Premiär 20 oktober 2005 Louise Hoffsten, Marika Lagetrcrantz, Karin Wistrand, Peter Jezewski samt Matts Alsberg,icke Nilsson, Rickard Krantz, Mats Persson, Peder af Ugglas                                             |
| 2006 | En föreställning                                   | Peter Carlsson |                       | Premiär 6 september 2006 Peter Carlsson, Lars Dylte, Sören Johansson, Staffan Wiklander |
| 2006 | Godkänd Kvalitetsunderhållning                     | Henrik Dorsin | Micke Lindgren        | Premiär 8 november 2006 Henrik Dorsin, Micke Lindgren samt yrkesverksamma musiker: Fredrik Bergenstråhle, Bobo Ölander, Fredrik Hermansson, Andreas Grill, Andreas Alfredsson scenografi: Sara Johnsson                 |
| 2007 | En annan liten jävla show                          | |                       | Premiär 1 februari 2007 Anna-Lena Brundin, Ann Westin, Zeid Andersson, Yvonne Skattberg |
| 2007 | Vargjakten                                         | Vladimir Vysotskij | Stefan Böhm           | Premiär Fria Proteatern, Stefan Ringbom, Tomas Bolme, Bo Hûlphers, Hasse Björk, Pär Lindblom Johan Mannerstedt, Elisabeth Nordqvist                                                                                     |
| 2008 | Fyra lyckliga män                                  | Jacke Sjödin/Lars Eriksson |                       | Premiär 31 januari 2008 Jacke Sjödin, Lars Eriksson, Staffan Lindberg, Erik Lidholm |
| 2008 | Tillfällig gäst i ditt liv                         | Jonas Gardell |                       | Premiär 9 oktober 2008 Jonas Gardell |
| 2009 | Kolla Povel                                        | |                       | Premiär 15 januari 2009 Lotta Ramel, Mikael Ramel, Anne-Li Rydhe, Svante Thuresson, Stephan Lundin, Monica Dominque |
| 2009 | Mr Boogieman Jubileumsshowen Owe Thörnqvist        | Owe Thörnqvist |                       | Premiär 5 september 2009 Owe Thörnqvist Bandet: Glad Pack, Anders Forsslund, Kettil Medelius, Kjell Gustavsson, Ole Ornered                                                                                             |
| 2009 | Ulla Skoog och Trond Lindheim trallar vidare       | Ulla Skoog |                       | Premiär 8 oktober 2009 Ulla Skoog och Trond Lindheim |
| 2009 | Ett sextonsårsjubileum                             | |                       | Premiär 26 november 2009 Peter Carlsson & Blå Grodorna Peter Carlsson, Kristin Stenerhag, Ola Norrman/Kjell Gustavsson, Pär Grebacken, Staffan Wiklander                                                                |
| 2010 | Rum för rasande                                    | Ronny Eriksson |                       | Premiär 4 februari 2010 Ronny Eriksson och Benneth Fagerlund |
| 2010 | Tomas revy - återkomsten                           | |                       | Premiär 7 oktober 2010 Tomas von Brömssen, Göran Berg, Lasse Gustafsson, Stefan Kirchoff, Göran Premberg, Tomas Sjöstrand                                                                                               |
| 2011 | Kärlek och svek och vad jag hade på mig            | Ilene Beckerman | Jan de Laval          | Premiär 14 februari 2011 Magdalena in de Betou, Suzanne Ernrup, Anna-Lena Hemström, Ewa Roos och Meg Westergren |
| 2011 | Best of After Shave och Anders Eriksson            | |                       | Premiär 5 maj 2011 Anders Eriksson, Knut Agnered, Per Fritzell, Jan Rippe |
| 2012 | Brolle på Scala                                    | | Göran Appelqvist      | Premiär 25 januari 2012 Brolle Stefan Brunzell, Kajsa Karlsson, Tobbe Fall, Juglo Wall, Tomas "kakan"Schuldt, Wojtek Goral, Stefan Persson                                                                              |
| 2012 | Min Marilyn                                        | Kristina Törnqvist | Johan Storgård        | Premiär 14 september 2012 Kristina Törnqvist, Peter Eriksson Samprod med Noa Produktion |
| 2012 | Grottmannen                                        | Rob Becker | Gunni Helgasson       | Premiär 23 september 2012 Tomas Bolme Samproduktion med Noa Produktion |
| 2013 | Så enkel är kärleken                               | Lars Norén | Rickard Gûnther       | Premiär 28 augusti 2013 Thorsten Flinck, Anna Wallander, Tobias Hjel, Malin Morgan |
| 2013 | Vad skådar mitt norra öga                          | Ronny Eriksson |                       | Premiär 3 oktober 2013 Ronny Eriksson, Benneth Fagerlund |
| 2013 | Ett Inhopp                                         | Peter Carlsson |                       | Premiär 18 oktober 2013 Peter Carlsson & Blå Grodorna Peter Carlsson, Pär Grebacken, Kjell Gustavsson, Kristin Stenerhag, Staffan Wiklander                                                                             |
| 2014 | Rasken                                             | Wilhelm Moberg | Josefin Andersson     | Premiär 5 april 2014 123Schtunk |

### Dorsin-Lindgren-Nyqvists regim 2014-
| År   | Produktion                                                  | Upphovsmän                                                         | Regi                       | Noter |
| ---- | ----------------------------------------------------------- | ------------------------------------------------------------------ | -------------------------- | --- |
| 2014 | Näktergalen från Holavedsvägen                              | Henrik Dorsin                                                      |                            | Premiär 2 oktober 2014 Henrik Dorsin |
| 2015 | Grotesco på Scala – En näradödenrevy                        | Henrik Dorsin                                                      | Anna Vnuk                  | Premiär 15 januari 2015 Henrik Dorsin, Per Andersson, Emma Peters, Jakob Setterberg, Emma Molin, Linus Eklund-Adolphson, Rikard Ulvshammar, Michael Lindgren, Hanna Dorsin, Jonas Kahnlund |
| 2016 | Mormor jag vet att du är i himlen, men har du tid en timme? | William Spetz                                                      | Åsa Lindholm               | Premiär 8 september 2016 William Spetz Koreografi Anna Vnuk, Ljusdesign och rumskoncept Johan Sundén, Kostym Emma Gauffin |
| 2017 | Egenmäktigt förfarande                                      | Lena Andersson                                                     | Eva Dahlman (skådespelare) | Premiär 26 januari 2017 Krister Henriksson, Jessica Liedberg, Malin Cederbladh, Ann Westin Scenografi och kostym Lehna Edwall Velander Flyttad till Maximteatern |
| 2017 | Den tatuerade änkan                                         | Lars Molin                                                         | Jonna Nordenskiöld         | Premiär 7 september 2017 Ann Petrén, Björn Kjellman, Emma Peters, Henrik Johansson, William Spetz |
| 2018 | Heisenberg                                                  | Simon Stephens Översättning Lucia Cajchanova                       | Tereza Andersson           | Premiär 26 januari 2018 Helena af Sandeberg, Peter Haber Scenografi och ljus Lars Östbergh, Kostym Annsofie Nyberg |
| 2018 | Sagan om Karl-Bertil Jonssons julafton                      | Tage Danielsson Per Åhlin Bearbetning och sångtexter Henrik Dorsin | Anna Vnuk                  | Premiär 8 november 2018 Anton Lundqvist, Henrik Dorsin, Vanna Rosenberg, Peter Dalle, Katrin Sundberg, Andreas Rothlin Svensson, Lisa Veronica Andersson, Isabelle Billstein, Björn Wikström Koreografi Anna Vnuk, Kompositör Carl Bagge, Produktionsdesign Per Åhlin, Scenografi Pelle Magnestam, Kostym, mask och perukdesign Susanna Rafstedt, Musiker Carl Bagge, Martin Höper, Per ”Texas” Johansson, Per Ekdahl |
| 2019 | Kvinnan i svart The Woman in Black                          | Susan Hill Översättning Linda Hedberg                              | Linda Hedberg              | Premiär 31 januari 2019 Claes Månsson, Rikard Ulvshammar |
| 2021 | Scalarevyn                                                  | Henrik Dorsin                                                      | Michael Lindgren           | Premiär 26 augusti 2021 Henrik Dorsin, Johan Ulveson, Vanna Rosenberg, Klas Hedlund, Louise Nordahl, Anna Ståhl, Gabriella Kaiser, Oskar Störtebecker Kapellmästare Per Ekdahl, Koreograf Anna Ståhl, Scenograf Bengt Fröderberg, Kostymdesign Susanna Rafstedt, Artwork Jan Lööf |
| 2024 | En runda till Druk                                          | Thomas Vinterberg och Claus Flygare översättning Andreas T. Olsson | Lisa James Larsson         | Premiär 12 mars 2024 Sverrir Gudnason, Björn Kjellman, Christopher Wagelin, Martin Wallström Scenografi Erlend Birkeland, Kostymdesign Amanda Hansson, Koreografi Per-Magnus Andersson |